# 紫陌红尘
《紫陌红尘》，池莉的中篇小说集。

## 内容
《紫陌红尘》包括：《让梦穿越你的心》、《绿水长流》、《紫陌红尘》、《城市包装》、《白云苍狗谣》、《一去永不回》。

## 主题和风格
《紫陌红尘》通过几篇中篇小说讲述城市里男人和女人之间的爱情故事。